# Quadrimestre
Quadrimestre, refere-se ao total de 4 meses acumulados, independente da quantidade de dias. Cada ano possui 3 quadrimestres. Sua etimologia é composta pelo prefixo quadri que significa quatro.
Em um ano tem-se:
- 1º quadrimestre: de janeiro a abril
- 2º quadrimestre: de maio a agosto
- 3º quadrimestre: de setembro a dezembro

Este período de tempo é usado para contabilizar um período do ano letivo em algumas instituições de ensino e também pode servir de intervalo para publicações ou períodos anuais.